# Teoría e historia
Teoría e historia: una interpretación de la evolución social y económica es un tratado del filósofo y economista de la escuela austriaca Ludwig von Mises. Puede considerarse como una continuación en el desarrollo del sistema misesiano de las ciencias sociales. En particular, proporciona más apoyo epistemológico para sus trabajos anteriores, especialmente la acción humana. Mises elabora sobre el dualismo metodológico, desarrolla el concepto de timología, una rama histórica de las ciencias de la acción humana, y presenta su crítica del materialismo marxista.
Mises propone una teoría del conocimiento y el valor, también explora y analiza críticamente paradigmas de pensamiento como el determinismo, el materialismo, el materialismo dialéctico, el historicismo, el cientificismo, el positivismo, el conductismo y la psicología. Argumenta que estas escuelas de pensamiento (algunas con motivaciones políticas, otras cegadas por el dogmatismo) han cometido errores epistemológicos y metodológicos que no conducen a una comprensión científica del comportamiento humano.
El economista Murray Rothbard consideraba que Teoría e Historia era el trabajo más pasado por alto de Mises.

## Sinopsis
Mises presenta el libro en cuatro partes.
Introducción y Parte Uno - Valor:
La primera parte establece el tema general del libro, introduciendo el concepto de dualismo metodológico. Luego expone una teoría del valor que es central en todo. Con respecto a su visión de la ciencia, como cuerpo sistemático de conocimiento de los fenómenos tanto naturales como sociales, como un medio para lograr una acción exitosa en el mundo, Mises sostiene que para entender correctamente el comportamiento humano debemos atribuirlo como un recurso metodológico: voluntad y propósito del comportamiento humano. Mises considera esto como la base epistemológica y metodológica de las ciencias de la acción humana. La rama que trata con las implicaciones lógicas de la acción como tal se llama praxeología.
Segunda parte - Determinismo y materialismo:
En la segunda parte, Mises pesa sobre la controversia entre el libre albedrío y el determinismo y comenta que los largos debates históricos hicieron poco para resolver los problemas actuales. Argumenta que mientras las ciencias naturales, al descubrir leyes científicas, deben presuponer una regularidad estricta en la ocurrencia de causas y efectos, es decir, el determinismo, tal presuposición no puede sostenerse en el caso de la acción humana. Argumenta además que las ciencias sociales deben tomar pensamientos, ideas y juicios de valor como se dan finalmente en el análisis de la acción humana. Nuestra ignorancia de los orígenes y causas de estos fenómenos, argumenta Mises, nos obliga, al menos por el momento, a adoptar un enfoque dualista. Sostiene que los intentos por encontrar los orígenes y las causas de estos fenómenos son vanos, como lo es la tarea de todas las variedades de materialismo. Mises luego dirige su atención a la doctrina del materialismo, más específicamente, la del materialismo dialéctico marxista.
Tercera parte - Problemas epistemológicos de la historia:
La tercera parte aborda los problemas lógicos y epistemológicos del análisis histórico. Mises explica el carácter individualista de los acontecimientos humanos históricos. Argumenta que el historiador debe enfrentar en última instancia, al rastrear los factores causales detrás de la acción humana pasada, un punto en el que ya no es posible una reducción adicional, es decir, las ideas y acciones de los individuos. Esto, afirma, es el «último dado de la historia». A pesar de la individualidad de los eventos históricos, Mises todavía insiste en que existen leyes generales del comportamiento humano, pero que son leyes praxeológicas, es decir, a priori, no leyes históricas, es decir, a posteriori. Sin embargo, el historicismo, según Mises, afirmaba que no había leyes generales, especialmente las leyes económicas, del comportamiento humano. Mises entra entonces en una crítica del historicismo.
Mises también aborda los desafíos del cientificismo en el contexto de las ciencias sociales, a saber, la aplicación del positivismo y el conductismo en el ámbito de la acción humana. Sin embargo, lo más notable es la presentación de Mises de la timología, una rama histórica de las ciencias de la acción humana. Mises sostiene que la timología es lo que todo el mundo recurre cuando trata de entender y anticipar las acciones históricas y futuras de sus semejantes, y es particularmente útil para el historiador. Luego expone el alcance de la timología y su relación con la praxeología.
Cuarta parte - El curso de la historia:
En la parte final de su tratado, Mises analiza y critica diversas especulaciones e interpretaciones de la historia, incluida una interpretación común de la civilización occidental moderna. También comenta sobre su observación sobre el alejamiento de la sociedad del liberalismo clásico, la libertad y el capitalismo hacia el socialismo y el totalitarismo. Además, Mises nota la creciente ideología de la riqueza y la igualdad de ingresos y especula sobre sus orígenes. Argumenta que la creciente ideología anticapitalista está fomentando una tendencia actual hacia el empobrecimiento de la sociedad. Critica la noción de la inevitable «tendencia hacia el progreso» de la sociedad, y argumenta que la evolución de la sociedad y la civilización se basa, no en un camino automático e inevitable, sino en la ideología subyacente que puede, en cualquier momento, cambiar. Hasta este punto, Mises se cierra con algunas observaciones sobre la incertidumbre del futuro y el abandono de los factores ideológicos que pueden dar lugar a la civilización, pero también a erradicarla.